# Pinetum 't Vinkennest

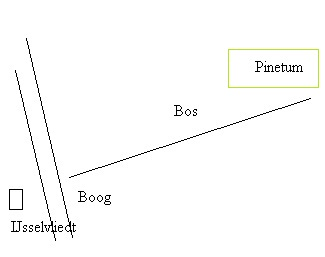
Pinetum 't Vinkennest bij Wezep

Pinetum 't Vinkennest op de noordelijke Veluwe bij Wezep is een naaldbomentuin die op het landgoed bij Huize IJsselvliedt in de jaren van de Tweede Wereldoorlog werd aangelegd in opdracht van graaf Johan Paul van Limburg Stirum (1873 tot 1948). De graaf vervulde de functie van Gouverneur-generaal in het voormalige Nederlands Oost-Indië tussen 1916 en 1921.